# Oides gyironga
Oides gyironga es una especie de insecto coleóptero de la familia Chrysomelidae.
Fue descrita científicamente en 1981 por Chen & Jiang.